# Eburia powelli
Eburia powelli är en skalbaggsart som beskrevs av Chemsak och Linsley 1970. Eburia powelli ingår i släktet Eburia och familjen långhorningar. Inga underarter finns listade i Catalogue of Life.